# 胡心諾
胡淽喬（英語：Annabelle Woo Tsz Kiu，1992年1月16日—），香港模特兒及意見領袖，2008年用本名「胡心諾（Rainbow）」出道，曾為 Unique Model Limited 旗下模特兒。

## 簡歷

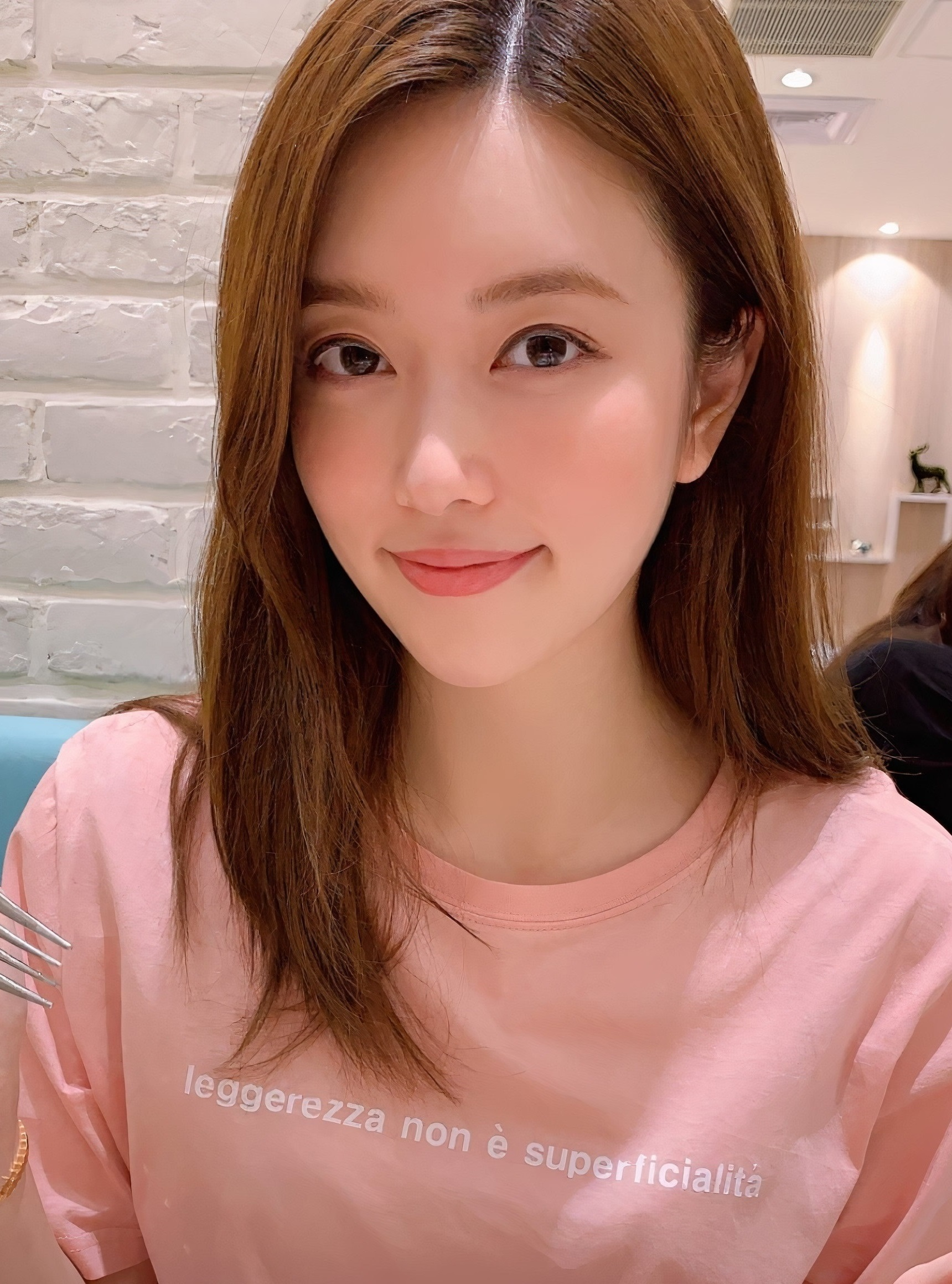
2019年7月在「woosa洋食パンケーキ 屋莎洋食鬆餅屋」用膳

胡淽喬有一兄，曾於嶺南衡怡紀念中學就讀中一至中四，後轉讀玫瑰崗學校（由中四下學年起），再與家人商量計劃入讀夜校。她於2008年開始擔任兼職攝影會模特兒，不久獲模特兒公司「Hkmodelhouse Models Management Limited」發掘，簽約後用本名「胡心諾（Rainbow）」出道，也獲推薦參加亞洲遊戲展《Sony PlayStation Girl》選舉大賽且奪得亞軍，後來拍攝無綫電視節目《美女廚房》而為人所知，並成為傳媒採訪焦點；2010至2012年曾加入11人嫩模團體「Donut」，參與拍攝報刊商品照、少女寫真集和合唱歌曲。

## 演出作品

### 電視節目
- 2009年：無綫電視翡翠台《美女廚房》
- 2011年：亞洲電視本港台《11點後特區》
- 2012年：有線娛樂新聞台《大fun享》
  - 華娛衛視《華娛米飯》
  - 有線娛樂新聞台《今日觀點》
- 2020年：港台電視31、31A《鏗鏘集》（2月10日單元：《封城》）

### 網劇
- 2009年：《夏之盛放》

### 電影
- 2009年：《撲克王》 飾演 美少女
- 2011年：《最强喜事》 飾演 模特兒

### 廣告
- 2009年：網絡遊戲《商業大亨》代言人
  - Sony PlayStation game模招募 平面廣告
- 2010年：網絡遊戲《Rohan 洛汗》代言人
- 2011年：網絡遊戲《3D古龍群俠傳》代言人

### 曾參與比賽
- 2008年：亞洲遊戲展《SONY PlayStation Girl》選舉大賽：獲得亞軍
- 2009年：《天子群俠傳》選妃大典：獲選為最佳妃子
  - 《玉皇朝 Comic Angels 2009》總決賽：獲得「最具人氣獎 + 動漫天使獎」
  - 《PM人氣之星頒獎禮2009》：獲得「熱爆話題新生代模特兒大獎」
  - 《晨光第一線 2009風雲人物大選》
- 2010年：《潮流型格頒獎大典》：獲得「出位悔悅目火辣潮模大獎」

## 書籍

### 寫真集
- 2009年：《夏之盛放》
- 2010年：《Over Da Rainbow》年曆
  - 《夏之日記 - Summer Diary》
- 2011年：《夏之戀人-Summer Lover》
  - 《All 4 You Donut 2011》年曆
- 2012年：《夏之戀戀東京-Tokyo love》
  - 《how about me 2012》年曆

## 外部連結
- 胡心諾在互联网电影资料库（IMDb）上的資料（英文）（英文）
- 胡心諾在香港影庫上的簡介
- 胡心諾在时光网上的簡介（简体中文）
- 胡心諾的Instagram帳戶